# Galeodea triganceae
Galeodea triganceae — вид морских брюхоногих моллюсков семейства Cassidae. Максимальная высота раковины 48 мм, ширина 31 мм. Донное бентическое животное, обитающее в южной части Тихого океана, в водах Новой Зеландии, включая Чатемский архипелаг. Встречается на глубине от 90 до 600 м. Безвредно для человека, не является объектом промысла. Вид известен в ископаемом состоянии.